# Beatrice Pearson
Pour les articles homonymes, voir Pearson.
Beatrice Lucile Pearson, née le 27 juillet 1920 à Denison (Texas) et morte le 1er février 1986 à Ruby (comté d'Ulster, État de New York), est une actrice américaine.

## Biographie

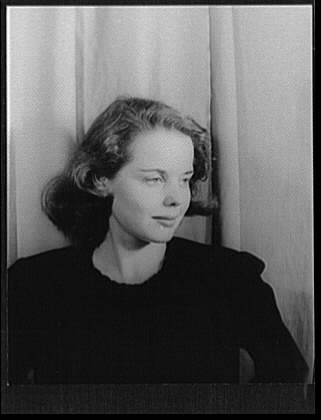
En 1946 (photo Carl Van Vechten)

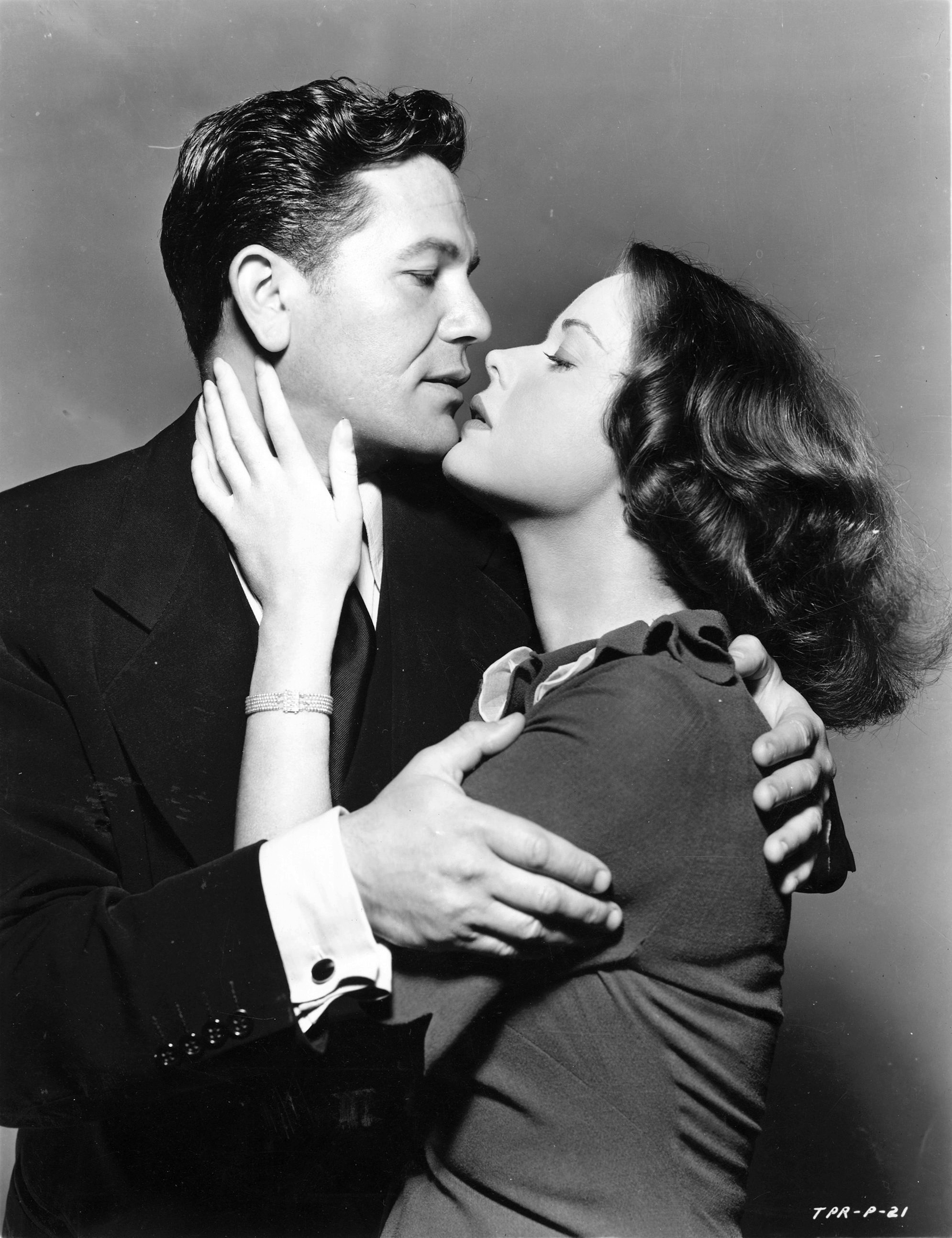
Avec John Garfield, dans L'Enfer de la corruption (1948, photo promotionnelle)

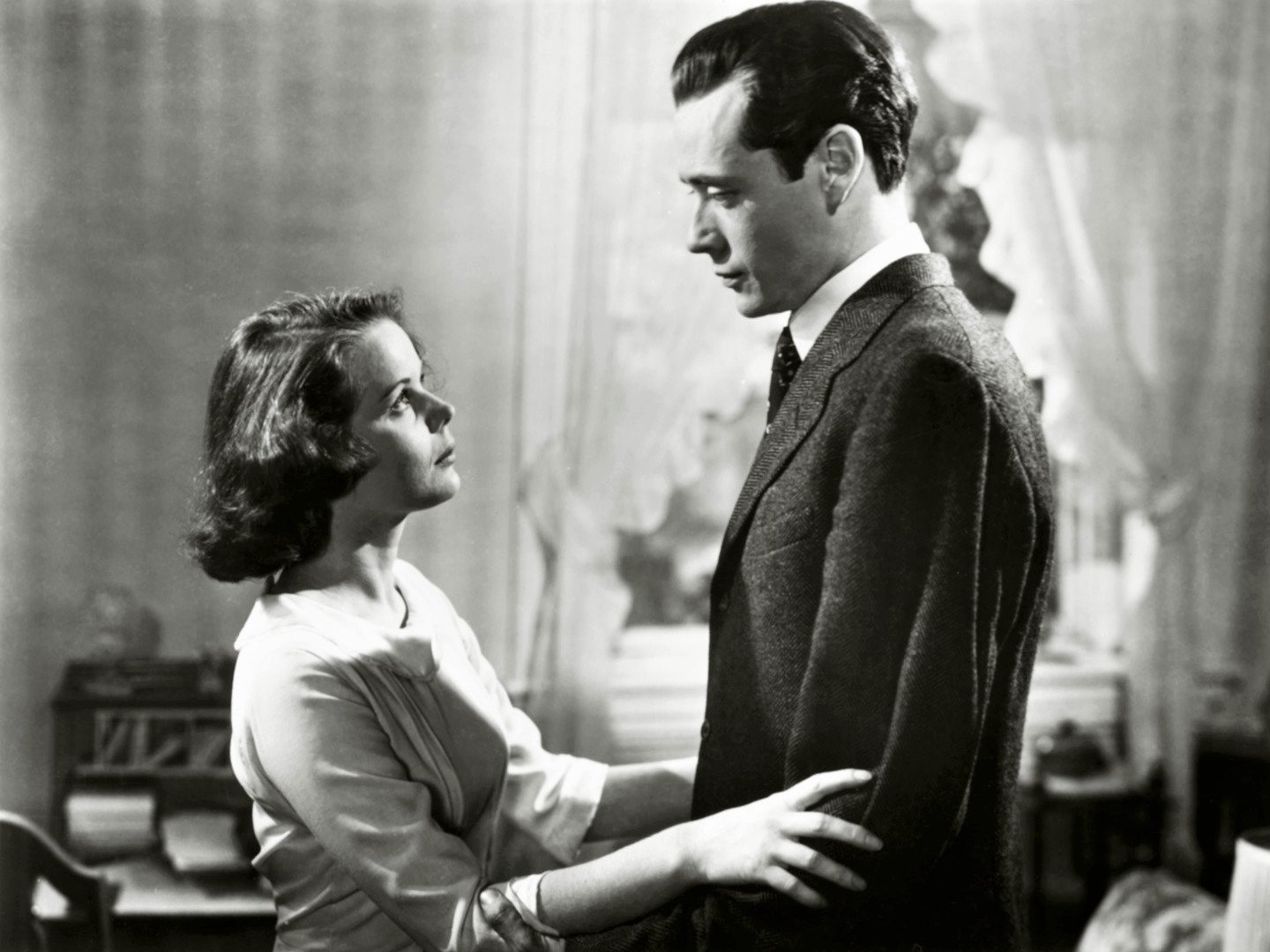
Avec Mel Ferrer, dans Frontières oubliées (1949, photo promotionnelle)

Actrice de théâtre principalement, Beatrice Pearson joue notamment à Broadway (New York) dans six pièces, Liliom de Ferenc Molnár (1940, avec Burgess Meredith dans le rôle-titre et Ingrid Bergman), Get Away Old Man de William Saroyan (1943, avec Hilda Vaughn et Richard Widmark), Over 21 de Ruth Gordon (1944, avec l'auteur et Jessie Busley), The Mermaids Singing (1945-1946, avec Walter Abel et Frieda Inescort) et La Voix de la tourterelle (1946, avec Alan Baxter), toutes deux écrites par John Van Druten, et enfin The Day After Tomorrow de Frederick Lonsdale (1950, avec Melville Cooper et Bramwell Fletcher).
Pour son rôle dans The Mermaids Singing, elle gagne un Theatre World Award en 1946.
Au cinéma, elle contribue à seulement deux films américains, L'Enfer de la corruption d'Abraham Polonsky (1948, avec John Garfield et Thomas Gomez), puis Frontières oubliées d'Alfred L. Werker (1949, avec Peter Hobbs et Mel Ferrer).
Â la télévision enfin, elle apparaît dans la série série américaine consacrée au théâtre Armstrong Circle Theatre (deux épisodes, 1951), après quoi elle se retire définitivement de l'écran.
Beatrice Pearson meurt en 1986, à 65 ans.

## Théâtre à Broadway (intégrale)
- 1940 : Liliom de Ferenc Molnár, adaptation de Benjamin Glazer : petits rôles divers (servante, paysanne, villageoise...)
- 1943 : Get Away Old Man de William Saroyan, production et mise en scène de George Abbott : Martha Harper
- 1944 : Over 21 de Ruth Gordon, mise en scène de George S. Kaufman : Jan Lupton
- 1945-1946 : The Mermaids Singing de (et mise en scène par) John Van Druten : Dee Matthews
- 1946 : La Voix de la tourterelle (The Voice of the Turtle) de (et mise en scène par) John Van Druten : Sally Middleton[3] (remplacement)
- 1950 : The Day After Tomorrow de (et mise en scène par) Frederick Lonsdale : Mary Flemin

## Filmographie complète

### Cinéma
- 1948 : L'Enfer de la corruption (Force of Evil) d'Abraham Polonsky : Doris Lowry
- 1949 : Frontières oubliées ou Frontières invisibles (Lost Boundaries) d'Alfred L. Werker : Marcia Carter

### Télévision
- 1951 : Armstrong Circle Theatre, saison 2, épisode 9 Day Dreams et épisode 13 Marionettes

## Récompense
- 1946 : Theatre World Award gagné pour The Mermaids Singing